# Pieve di Santa Maria Assunta (Capannori)
La pieve di Santa Maria Assunta e San Giovanni Evangelista è un edificio sacro che si trova in località Marlia a Capannori.

## Storia e descrizione
Chiesa romanica risalente al X secolo, venne integralmente ricostruita in stile neoclassico a partire dal 1833 su progetto di Giuseppe Pardini, che realizzò anche il vicino convento dell'Angelo. 
Le forme, derivate dai modelli dell'antichità, sono sapientemente fuse con quelle rinascimentali e riproposte secondo una scrittura ricca dal punto di vista cromatico e decorativo. 
L'interno, che custodisce una pala quattrocentesca di Michelangelo di Pietro Membrini, lascia trapelare, grazie ai colori chiari delle pareti e all'arredo marmoreo, la volontà di creare forme non soltanto geometricamente armoniose ma anche ricche di episodi capaci di "commuovere" il sentimento dei visitatori. Il campanile ospita al suo interno due grosse campane fuse dai fonditori Magni, delle quali la grossa risale al 1802 ed è uno dei più antichi bronzi firmati da Magni. Sono presenti altre due campane più piccole fuse da Luigi Magni nel 1948.